# Nesgrenda
Nesgrenda är en tätort i Tvedestrands kommun i Agder fylke i södra Norge. Orten ligger där fylkesväg 415 möter fylkesväg 3468 och fylkesväg 3718, vid älven Storelva, väster om staden Tvedestrand.
Tidigare har orten tillhört dåvarande Holts kommun.